# Liste der Naturdenkmäler in Wien/Liesing
Die Liste der Naturdenkmäler in Wien/Liesing listet alle als Naturdenkmal ausgewiesenen Objekte im 23. Wiener Gemeindebezirk Liesing auf.

## Naturdenkmäler
| Foto |                 | Name                                                                                                   | ID  | Standort                                                                                            | Beschreibung | Fläche | Datum      |
| ---- | --------------- | --- | --- | --------------------------------------------------------------------------------------------------- | --- | ------ | ---------- |
| 1    | Datei hochladen | Schwarzkiefer (Pinus nigra)                                                                            | 241 | Wien, Breitenfurter Str. 267 (Stadtpark Atzgersdorf) Standort                                       | |        | 04.09.1941 |
| 1    | Datei hochladen | Männliche Eibe (Taxus baccata)                                                                         | 242 | Wien, Breitenfurter Str. 267 (Stadtpark Atzgersdorf) Standort                                       | |        | 04.09.1941 |
| 1    | Datei hochladen | Esche (Fraxinus excelsior)                                                                             | 243 | Wien, Breitenfurter Str. 267 (Stadtpark Atzgersdorf) Standort                                       | |        | 04.09.1941 |
| 1    | Datei hochladen | Zerreiche (Quercus cerris)                                                                             | 244 | Wien, Breitenfurter Str. 267 (Stadtpark Atzgersdorf) Standort                                       | |        | 04.09.1941 |
| 1    | Datei hochladen | Silberpappel (Populus alba)                                                                            | 248 | Wien, Breitenfurter Straße (Pensionistenheim) Standort                                              | |        | 04.09.1941 |
| 1    | Datei hochladen | 2 Edelkastanien (Castanea sativa)                                                                      | 250 | Wien, Maurer Lange-Gasse/Kalksburger Straße Standort                                                | Ursprünglich war eine ganze Allee unter Schutz gestellt worden, die in der Nachkriegszeit zur Brennholzgewinnung verwendet wurde. Diese Bäume sind der Rest davon.                                                                                                   |        | 25.06.1942 |
| 1    | Datei hochladen | 2 Eibengruppen, bestehend aus jeweils 3 Eiben (Taxus baccata)                                          | 252 | Wien, Maurer-Lange-Gasse 127 Standort                                                               | |        | 25.06.1942 |
| 0 BW | Datei hochladen | Ginkgobaum (Ginkgo biloba)                                                                             | 254 | Wien, Kaserngasse 9 Standort                                                                        | |        | 04.09.1941 |
| 0 BW | Datei hochladen | Schwarzkiefer (Pinus nigra)                                                                            | 255 | Wien, Kaserngasse 9 Standort                                                                        | |        | 04.09.1941 |
| 0 BW | Datei hochladen | 2 Speierlinge (Sorbus domestica)                                                                       | 256 | Wien, Haymogasse 124–126 Standort                                                                   | Anmerkung: Nicht von der Straße aus einsehbar |        | 04.09.1941 |
| 1    | Datei hochladen | 4 Edelkastanien (Castanea sativa)                                                                      | 259 | Wien, Maurer Lange-Gasse 136 Standort                                                               | |        | 03.11.1955 |
| 1    | Datei hochladen | Traubeneiche (Quercus petraea)                                                                         | 260 | Wien, Maurer Lange-Gasse 136 Standort                                                               | |        | 03.11.1955 |
| 1    | Datei hochladen | Elsbeere (Sorbus torminalis)                                                                           | 261 | Wien, Maurer Lange-Gasse 136 Standort                                                               | |        | 03.11.1955 |
| 1    | Datei hochladen | Neolithischer Feuerstein-Bergbau                                                                       | 441 | Wien, Antonshöhe Standort                                                                           | Der ehemalige Steinbruch wurde wegen seiner historischen und geologischen Bedeutung unter Schutz gestellt. |        |            |
| 1    | Datei hochladen | Geologischer Aufschluss                                                                                | 442 | Wien, Kalksburger Friedhof, neben Standort                                                          | Die Kalkklippen oberhalb des Kalksburger Friedhofs sind der einzige noch vorhandene Aufschluss miozäner Strandabsätze. |        | 30.01.1956 |
| 1    | Datei hochladen | 5 Traubeneichen (Quercus petraea), 2 Schwarzkiefern (Pinus nigra)                                      | 460 | Wien, Mauer, Schießstätte Standort                                                                  | Die Bäume zeichnen sich durch Größe und hohes Alter (etwa 300 Jahre) aus. |        | 18.07.1956 |
| 1    | Datei hochladen | Rosskastanienallee (Aesculus hippocastanum)                                                            | 474 | Wien, Gregorygasse Standort                                                                         | Die Allee aus Rosskastanien ist um die 500 m lang und verleiht der Gegend daher ein besonderes Gepräge. |        | 18.03.1969 |
| 1    | Datei hochladen | Baumhasel (Corylus colurna)                                                                            | 503 | Wien, (damals:) Josef Schöffel-G. 36, heute: Elisenstraße (im Innenhof der Wohnhausanlage) Standort | Der Baum wurde wegen seiner Größe und seiner Wirkung auf das Ortsbild unter Schutz gestellt. Ein früherer Baum an diesem Standort wird mit einer Legende aus der Türkenzeit (siehe Wappen von Liesing) in Verbindung gebracht.                                       |        | 09.11.1959 |
| 1    | Datei hochladen | 2 Baumhaseln (Corylus colurna)                                                                         | 511 | Wien, Dirmhirngasse 138 Standort                                                                    | Die Bäume wurden wegen ihrer Größe, ihres Alters und ihrer Solitärstellung in der Gegend unter Schutz gestellt. |        | 13.11.1969 |
| 1    | Datei hochladen | Waldbestand                                                                                            | 535 | Wien, Mauer, Schießstätte Standort                                                                  | Geschützt sind vor allem die Eichen- und Schwarzkieferbestände. |        | 23.12.1970 |
| 1    | Datei hochladen | Himmelswiese                                                                                           | 536 | Wien, Neuberg Standort                                                                              | Die Wiese ist ein Lebensraum für seltene Tiere und Pflanzen. |        | 23.12.1970 |
| 1    | Datei hochladen | Kiefernbestand                                                                                         | 537 | Wien, Georgenberg Standort                                                                          | Der Kiefernbestand ist ca. 150 Jahre alt und kommt in dieser Ausformung in Wien sonst nicht vor. |        | 14.12.1970 |
| 1    | Datei hochladen | Baumgruppe                                                                                             | 551 | Wien, Ölzeltpark KG: Mauer GrStNr: 301/1 Standort                                                   | Der Ölzeltpark liegt im Zentrum des Ortes Mauer und gibt diesem ein besonderes Gepräge. Es handelt sich bei den geschützten Bäumen um zwei Platanen und jeweils ein Exemplar der Gattungen Baumhasel, Robinie, Eibe, Esche, Feldahorn, Weißkiefer und Trompetenbaum. |        | 22.01.1973 |
| 0 BW | Datei hochladen | Speierling (Sorbus domestica)                                                                          | 572 | Wien, Jaschkagasse 25–29 Standort                                                                   | Der Baum wurde wegen seiner Wirkung auf das Landschaftsgepräge unter Schutz gestellt. |        | 28.11.1973 |
| 1    | Datei hochladen | Schwarzkiefer (Pinus nigra)                                                                            | 583 | Wien, Mayer-von-Rosenau-Park KG: Atzgersdorf GrStNr: 1106/1 Standort                                | Der Baum wurde wegen seiner Wirkung auf die Umgebung unter Schutz gestellt. |        | 28.03.1974 |
| 0 BW | Datei hochladen | Rosskastanie (Aesculus hippocastanum)                                                                  | 587 | Wien, Endresstraße 121–123 KG: Mauer GrStNr: 320/4 Standort                                         | Die Rosskastanie ist ein Rest des Bestandes am Maurer Hauptplatz. |        | 15.05.1974 |
| 1    | Datei hochladen | 3 Platanen (Platanus x hybrida)                                                                        | 597 | Wien, Endresstraße 54 KG: Mauer GrStNr: 62/1 Standort                                               | Die Platanen haben einen Brusthöhenumfang von 395, 282 und 275 cm und wurden wegen ihrer Wirkung für das Ortsbild unter Schutz gestellt. |        | 13.08.1974 |
| 1    | Datei hochladen | Platane (Platanus x hybrida), Morgenländischer Lebensbaum (Thuja orientalis)                           | 617 | Wien, Willergasse 22 Standort                                                                       | Die Bäume wurden als Erinnerung an den schlossparkartigen Charakter der früheren Landschaft unter Schutz gestellt. Den morgenländischen Lebensbaum macht auch seine Seltenheit schutzwürdig.                                                                         |        | 26.02.1975 |
| 1    | Datei hochladen | 11 Eiben (Taxus baccata)                                                                               | 633 | Wien, Maurer Lange-Gasse 129 Standort                                                               | Die Bäume wurden insbesondere ihrer Kronenformen wegen unter Schutz gestellt. |        | 18.11.1975 |
| 0 BW | Datei hochladen | Speierling (Sorbus domestica)                                                                          | 652 | Wien, Maurer Lange-Gasse 97 Standort                                                                | Der Speierling wurde wegen seiner Größe (Stammumfang von ca. 260 cm) und Bedeutung für das örtliche Stadtbild unter Schutz gestellt.Anmerkung: Nicht von der Straße aus einsehbar                                                                                    |        | 30.12.1976 |
| 1    | Datei hochladen | Pyramidenpappel (Populus nigra „Italica“)                                                              | 654 | Wien, Puccinigasse Standort                                                                         | Der Baum hat einen in 1 m Höhe gemessenen Stammumfang von 3,25 m und einen Durchmesser von 1,03 m. Die Höhe beträgt ca. 25–30 m. Er wurde auch seiner Wirkung für das Ortsbild wegen unter Schutz gestellt.                                                          |        | 30.12.1976 |
| 0 BW | Datei hochladen | Baumgruppe                                                                                             | 657 | Wien, Valentingasse 20 KG: Mauer GrStNr: 487/1 Standort                                             | Es handelt sich um sieben Lebensbäume (Thuja occidentalis), zwei Kiefern (Pinus silvestris) und eine Fichte (Picea alba) |        | 07.07.1977 |
| 1    | Datei hochladen | Feldahorn (Acer campestre), Bergahorn (Acer pseudoplatanus)                                            | 659 | Wien, Ketzergasse 376–382 Standort                                                                  | Die beiden Bäume im Innenhof des Gemeindebaus wurden wegen ihrer Eigenart und Seltenheit unter Schutz gestellt, der Feldahorn wurde vor 2016 gefällt. |        | 05.10.1977 |
| 1    | Datei hochladen | Pyramideneiche (Quercus robur „Fastigiata“)                                                            | 660 | Wien, Ketzergasse 376–382 Standort                                                                  | Die Pyramideneiche wurde wegen ihrer Eigenart und Seltenheit unter Schutz gestellt. |        | 05.10.1977 |
| 1    | Datei hochladen | Stieleiche (Quercus robur)                                                                             | 661 | Wien, Ketzergasse 376–382 Standort                                                                  | Die Stieleiche wurde wegen ihrer Eigenart unter Schutz gestellt. |        | 05.10.1977 |
| 0 BW | Datei hochladen | Speierling (Sorbus domestica)                                                                          | 680 | Wien, Kroisberggasse 34 Standort                                                                    | Der Speierling wurde wegen seiner Größe und Schönheit unter Schutz gestellt. |        | 04.12.1979 |
| 1    | Datei hochladen | Eibe (Taxus baccata)                                                                                   | 681 | Wien, Willergasse 33 Standort                                                                       | Die mehrstämmige Eibe wurde wegen ihrer Eigenart und Ausformung unter Schutz gestellt. |        | 05.12.1979 |
| 1    | Datei hochladen | Trompetenbaum (Catalpa bignonioides)                                                                   | 683 | Wien, Kaserngasse 20 Standort                                                                       | |        | 12.03.1980 |
| 0 BW | Datei hochladen | Esche (Fraxinus excelsior), Schwarzkiefer (Pinus nigra), Morgenländische Platane (Platanus orientalis) | 687 | Wien, Endresstraße 80 KG: Mauer GrStNr: 32/1 Standort                                               | Die Bäume haben einen besonders wirkungsvollen Wuchs und verleihen der Landschaft ein besonderes Gepräge. |        | 07.07.1980 |
| 1    | Datei hochladen | Mizzi Langer-Wand                                                                                      | 716 | Wien, Rodaun/Zugberg Standort                                                                       | Die Wand auf den Zugberg in Rodaun wurde nach Mizzi Langer-Kauba benannt. |        | 26.06.1985 |
| 0 BW | Datei hochladen | 4 Blutbuchen (Fagus sylvatica „Atropunicea“)                                                           | 722 | Wien, Kaserngasse 8 Standort                                                                        | Es handelt sich nicht um heimische Rotbuchen, sondern um die in diesem Raum wesentlich selteneren rotlaubigen Blutbuchen. |        | 03.02.1988 |
| 1    | Datei hochladen | 2 Riesenlebensbäume (Thuja plicata)                                                                    | 750 | Wien, Haymogasse 53 Standort                                                                        | Die Bäume wurden wegen ihres Alters, ihrer Dimension und dem Gepräge, das sie der Umgebung verleihen unter Schutz gestellt. |        | 04.02.1991 |
| 1    | Datei hochladen | Douglasie (Douglasia menziesii)                                                                        | 766 | Wien, Dirmhirngasse 66 Standort                                                                     | Douglasien wurden selten für repräsentative Gärten verwendet und kommen daher nur vereinzelt vor. |        | 23.08.1996 |
| 1    | Datei hochladen | Winterlinde (Tilia cordata)                                                                            | 813 | Wien, Maurer Schubertpark/Rielgasse/Kaserngasse Standort                                            | Der Baum dominiert die Kreuzung Rielgasse/Kaserngasse. Er hat einen Stammumfang von 3,20 m (gemessen in 1 m Höhe ab Boden), einen Kronendurchmesser von ca. 18 m und eine Höhe von ungefähr 16 m.                                                                    |        | 03.04.2009 |
| 1    | Datei hochladen | Trauerweide (Salix alba „Tristis“)                                                                     | 814 | Wien, Bruno-Morpurgo-Park, Endresstraße 10 – 14 KG: Atzgersdorf GrStNr: 731/3 Standort              | Der Baum hat einen Stammumfang von 2,40 m (gemessen in 1 m Höhe ab Boden), eine asymmetrische Krone mit einem Durchmesser von ca. 10 m und eine Höhe von ungefähr 12 m. Er wurde wegen des Gepräges, das er dem Park gibt, unter Schutz gestellt.                    |        | 02.04.2009 |
| 1    | Datei hochladen | Griechische Tanne (Abies cephalonica)                                                                  | 823 | Wien, Hochstraße 11 Standort                                                                        | Der Baum ist ein markantes Individuum und in Wien sehr selten. Er hat einen Stammumfang von 2,55 m (gemessen in 1 m Höhe ab Boden), einen Kronendurchmesser von ca. 13 m und eine Höhe von ungefähr 15 m. Das Alter kann mit etwa 150 Jahren geschätzt werden.       |        | 15.11.2010 |
| 0 BW | Datei hochladen | Schwarzkiefer (Pinus nigra), Blutbuche (Fagus sylvatica f. purpurea)                                   | 834 | Wien, Endresstraße 101 KG: Mauer GrStNr: 267/6 Standort                                             | |        | 03.07.2013 |
| 1    | Datei hochladen | Zerreichen (Quercus cerris), Wildobststrauch (Malus spp.)                                              | 841 | Wien, Eichwiese nahe Gütenbachstraße KG: Kalksburg GrStNr: 303/1; 303/2; 302 Standort               | Die Eichengruppe samt Wildobststrauch stellt aufgrund des besonderen Gepräges, das sie der Landschaftsgestalt verleiht, ein schützenswertes Naturgebilde dar. |        | 12.09.2016 |

## Ehemalige Naturdenkmäler
| Foto |                 | Name                             | ID  | Standort                                       | Beschreibung | Fläche | Datum      |
| ---- | --------------- | -------------------------------- | --- | ---------------------------------------------- | --- | ------ | ---------- |
| 0 BW | Datei hochladen | Wildbirnbaum (Pirus piraster)    | 397 | Wien, Jägerweggasse Standort                   | Der Baum hatte eine Höhe von 15 m und einen Brusthöhenumfang von 2,5 m und dürfte um die 150 Jahre alt gewesen sein. |        | 06.10.1952 |
| 1    | Datei hochladen | Spitzahorn (Acer platanoides)    | 437 | Wien, Draschestraße 77 KG: Inzersdorf Standort | Der Baum wurde wegen seines stattlichen Wuchses unter Schutz gestellt.                                               |        | 03.11.1955 |
| 1    | Datei hochladen | Sommerlinde (Tilia platyphyllos) | 635 | Wien, Lemböckgasse, zw. 1–3 Standort           | Die Linde bereicherte gemeinsam mit der denkmalgeschützten Kapelle das Ortsbild.                                     |        | 19.11.1975 |

| Foto:                    | Fotografie des Naturdenkmals. Klicken des Fotos erzeugt eine vergrößerte Ansicht. Daneben finden sich zwei Symbole: \| Weitere Bilder vorhanden \| Das Symbol bedeutet, dass weitere Fotos des Objekts verfügbar sind. Durch Klicken des Symbols werden sie angezeigt. \| \| Eigenes Foto hochladen \| Durch Klicken des Symbols können weitere Fotos des Objekts in das Medienarchiv Wikimedia Commons hochgeladen werden. \| |
| Name:                    | Bezeichnung des Naturdenkmals laut offiziellen Quellen |
| ID                       | Identifikator |
| Standort:                | Es ist die Gemeinde und falls vorhanden die Adresse angegeben. Darunter sind die Katastralgemeinde (KG) und die Grundstücksnummer angeführt. Durch Aufruf des Links Standort wird die Lage des Denkmals in verschiedenen Kartenprojekten angezeigt. |
| Beschreibung             | Kurze Beschreibung des Naturdenkmals |
| Fläche                   | Fläche des Naturdenkmals in Hektar (ha) |
| Datum                    | Datum oder Jahr der Unterschutzstellung |
| Weitere Bilder vorhanden | Das Symbol bedeutet, dass weitere Fotos des Objekts verfügbar sind. Durch Klicken des Symbols werden sie angezeigt. |
| Eigenes Foto hochladen   | Durch Klicken des Symbols können weitere Fotos des Objekts in das Medienarchiv Wikimedia Commons hochgeladen werden. |